# Lonelyhearts
Lonelyhearts é um filme norte-americano de 1958, do gênero drama, dirigido por Vincent J. Donehue e estrelado por Montgomery Clift e Robert Ryan.